# Morgi (Tyniewicze Duże)
Morgi – część wsi Tyniewicze Duże w Polsce, położona w województwie podlaskim, w powiecie hajnowskim, w gminie Narew.
W latach 1975−1998 Morgi administracyjnie należały do województwa białostockiego.